# 월드컵대로 (대전)
월드컵대로(World Cup-daero)는 대전광역시 유성구 노은동 월드컵네거리와 서구 월평동을 잇는 대전광역시의 도로이다.

## 주요 경유지
대전광역시
- 유성구 (노은동 - 온천동 - 원신흥동 - 봉명동) - 서구 (월평동)

## 노선
| 이름                      | 접속 노선                  | 소재지     | 소재지 | 소재지                   | 비고   |
| ------------------------- | -------------------------- | ---------- | ------ | ------------------------ | ------ |
| 월드컵네거리              | 한밭대로                   | 대전광역시 | 유성구 | 노은동                   |        |
| 유성IC 삼거리             | 국도 제32호선 (현충원로)   | 대전광역시 | 유성구 | 온천동                   |        |
| 장대삼거리                | 국도 제32호선 (현충원로)   | 대전광역시 | 유성구 | 온천동                   |        |
| (공사구간)                |                            | 대전광역시 | 유성구 | 온천동                   | 미개통 |
| (이름없음)                | 유성대로                   | 대전광역시 | 유성구 | 온천동                   |        |
| 인삼골네거리              | 상대서로 월드컵대로275번길 | 대전광역시 | 유성구 | 온천동                   |        |
| (이름없음)                | 상대로                     | 대전광역시 | 유성구 | 원신흥동                 |        |
| 진터네거리 (진터지하차도) | 도안대로                   | 대전광역시 | 유성구 | 봉명동                   |        |
| (이름없음)                | 봉명로 계룡로132번길       | 대전광역시 | 유성구 | 봉명동                   |        |
| 계룡대로네거리            | 도안동로                   | 대전광역시 | 유성구 | 봉명동                   |        |
| 계룡대교                  |                            | 대전광역시 | 유성구 | 봉명동                   |        |
|                           | 서구                       | 대전광역시 | 월평동 |                          |        |
| (이름없음) (만년지하차도) | 서구                       | 대전광역시 | 월평동 | 계룡로 월드컵대로484번길 |        |